# Intelligent Workload Management
| QS-Informatik | Dieser Artikel wurde wegen inhaltlicher Mängel auf der Qualitätssicherungsseite der Redaktion Informatik eingetragen. Dies geschieht, um die Qualität der Artikel aus dem Themengebiet Informatik auf ein akzeptables Niveau zu bringen. Hilf mit, die inhaltlichen Mängel dieses Artikels zu beseitigen, und beteilige dich an der Diskussion! (+) Begründung: Übersetzung des englischen Artikels, der mit möglicherweise mangelhaften Quellenangaben ausgestattet ist. Bitte Inhalt und Belege prüfen. --W.E. Vorschläge? 12:51, 9. Jan. 2010 (CET) |

Intelligent Workload Management (IWM) ist ein Konzept für die Verwaltung von IT-Systemen. Es resultiert aus dem Zusammentreffen von dynamischem Infrastruktur-, Virtualisierungs- und Identitätsmanagement sowie der Entwicklung von Software-Appliances. IWM ermöglicht die sichere und konforme Verwaltung und Optimierung von Computing-Ressourcen in physischen, virtuellen und Cloud-Umgebungen und ebnet so den Weg für die Bereitstellung von Geschäftsservices an Endkunden.
Das IWM-Paradigma basiert auf dem traditionellen Konzept der Verwaltung von Workloads, bei dem die Zuweisung von Verarbeitungsressourcen für Tasks oder Workloads dynamisch erfolgt, und zwar auf der Grundlage von Geschäftsprozess-Prioritäten (so können z. B. Anfragen zu Unternehmensdaten Vorrang vor der Verarbeitung von Online-Transaktionen erhalten), Ressourcenverfügbarkeit, Sicherheitsprotokollen und Ereignisplanung.

## Definition
Bezogen auf die Verwaltung von IT-Systemen und Data Centern ist ein Workload im weiteren Sinne die Gesamtanzahl der Anfragen, die ein System von Benutzern und Anwendungen erhält. Der Workload eines bestimmten Systems lässt sich wiederum in eigenständige Einheiten unterteilen. Bei einer solchen eigenständigen Einheit handelt es sich um einen Workload im engeren Sinne: einen integrierten Stack, der aus Middleware, einer Anwendung, einer Datenbank und einem Betriebssystem besteht und für eine bestimmte Computing-Task vorgesehen ist. Ein Workload ist in der Regel plattformunabhängig, d. h., er kann in physischen, virtuellen oder Cloud-Computing-Umgebungen eingesetzt werden. Eine Sammlung zusammenhängender Workloads, mit denen Endbenutzer eine bestimmte Gruppe von Geschäfts-Tasks abschließen, kann als Geschäftsservice bezeichnet werden.
Ein Workload gilt als intelligent, a) wenn er seine Sicherheitsprotokolle und Verarbeitungsanforderungen versteht und selbst entscheiden kann, ob er in der öffentlichen oder privaten Cloud oder nur auf physischen Geräten bereitgestellt werden kann; b) wenn er erkennt, dass seine Kapazität fast erschöpft ist, und er alternative Computing-Ressourcen zur Optimierung der Leistung ausfindig macht; c) wenn er über Identitäts- und Zugriffskontrollen sowie Funktionen für Protokollmanagement und Compliance-Berichte verfügt und diese beim Wechseln zwischen verschiedenen Umgebungen nicht verliert; und d) wenn er vollständig in die Geschäftsservice-Schicht integriert ist, d. h., Enduser-Computing-Anforderungen werden nicht durch verteilte Computing-Ressourcen gestört, und der Workload ist mit aktuellen und neuen IT-Management-Frameworks kompatibel.

## Sicherheit
Die Implementierung einzelner Workloads und Workload-basierter Geschäftsservices im hybriden, verteilten Data Center – darunter physische Geräte, Data Center, private Clouds und die öffentliche Cloud – stellt Unternehmen vor zahlreiche Herausforderungen in den Bereichen Bereitstellung, Sicherheit und Compliance. Mit Intelligent Workload Management lassen sich diese Herausforderungen auf effiziente, flexible und skalierbare Weise bewältigen, da Workloads mit „Intelligenz“ ausgestattet werden. Sie können sich selbst effizient verwalten und entscheiden, wo sie ausgeführt werden, wie sie ausgeführt werden und wer auf sie zugreift.